# Platkopkathaai
De platkopkathaai (Apristurus macrorhynchus) is een vis uit de familie van Pentanchidae en behoort derhalve tot de orde van roofhaaien (Carcharhiniformes). De vis kan een lengte bereiken van 66 centimeter. 

## Leefomgeving
De platkopkathaai is een zoutwatervis. In brakwater is de soort nog nooit aangetroffen. De vis prefereert een diepwaterklimaat en leeft hoofdzakelijk in de Grote Oceaan.

## Relatie tot de mens
De platkopkathaai is voor de visserij van geen belang. In de hengelsport wordt er weinig op de vis gejaagd. 